# Dicranomyia rostrifera
Dicranomyia rostrifera là một loài ruồi trong họ Limoniidae. Chúng phân bố ở miền Tân bắc.